# Rosamunde (Film)
Rosamunde ist ein deutscher Film aus dem Jahr 1990 nach einem Kriminalmelodram von Egon Günther.

## Handlung
Im Berlin der Wirtschaftskrise zu Beginn der 1930er Jahre entführen Bruno, Franz und Emil, drei arbeitslose junge Männer, Abel Austerlitz, den Sohn eines reichen jüdischen Fabrikanten. Emils Schwester Rosamunde lockt das Opfer in eine Falle. Die Bande hält Abel in einem Keller in einem Berliner Randbezirk gefangen. Dann verliebt sich Rosamunde in das Entführungsopfer, die Spannungen im Entführer-Quartett steigen.

## Kritiken
- Lexikon des internationalen Films: Mit großem Aufwand inszeniertes „Zeitgemälde“, das für die Beschreibung einer chaotisch-wirren Epoche lediglich banale Klischees und schale „Sensationen“ ohne dramaturgisch stichhaltige Verankerung findet.[1]